# Inscripción de Lanz
La inscripción de Lanz es una inscripción paleohispánica en escritura ibérica nororiental hallada en la cueva de Aierdi VIII, en la zona minera del municipio de Lanz, en Navarra, España, con una antigüedad aproximada de 2000 años; siendo por lo tanto, del mismo período que la Mano de Irulegui. Los tres símbolos identificados en la escritura (  ) han sido transliterados por los investigadores como IKAE o IGAE.
El Gobierno de Navarra anunció formalmente el descubrimiento el 21 de octubre de 2024, indicando que la inscripción había sido descubierta por equipos de investigación de su Dirección General de Cultura. Según algunas fuentes, el descubrimiento se produjo en 2022, y en mayo de 2024, uno de los investigadores publicó en Internet un modelo 3D del muro con la inscripción, anticipándose al anuncio por parte del Gobierno navarro.

## Características
La inscripción se encontró a 61 metros de la entrada de la cueva y a 18 metros de profundidad. Está realizada bajo el techo, en la pared norte, a 84 centímetros del suelo, en una capa de arcilla y grava. Los tres símbolos identificados miden 23 centímetros de largo y 13 centímetros de ancho, y fueron tallados en la arcilla con un cincel u otro objeto puntiagudo. Las líneas tienen entre 4 y 6 milímetros de ancho y una profundidad de entre 2 y 9 milímetros.
Los tres símbolos que se han identificado en el texto (  ) han sido transliterados por investigadores como IKAE o IGAE. Los signos ibéricos no siempre tienen la misma forma para un sonido, y puede haber variaciones geográficas o cronológicas. Estas variaciones o formas se han registrado en varios corpus, y al examinar algunos de ellos, parece que las siguientes formas se usaron en la inscripción de Lanz: la forma del signo utilizada para escribir el sonido I tiene el código i5, los sonidos KA o GA se escribieron con la forma del signo con el código U187=ka5 y la forma del signo utilizada para escribir el sonido E, E o I era U41=e3 o U38=e1 para escribir E.
El origen euskera de esta palabra fue considerado posible por el Gobierno de Navarra en una nota de octubre de 2024, vinculándola con el vocablo ikhai/ikai ("cuesta", "colina") por estar escrito en la ladera de una mina. Ikai aparece en el refranero del siglo XVII de Arnaud Oihenart, y se asocia al verbo ikhan/igan/igo.

## Datación

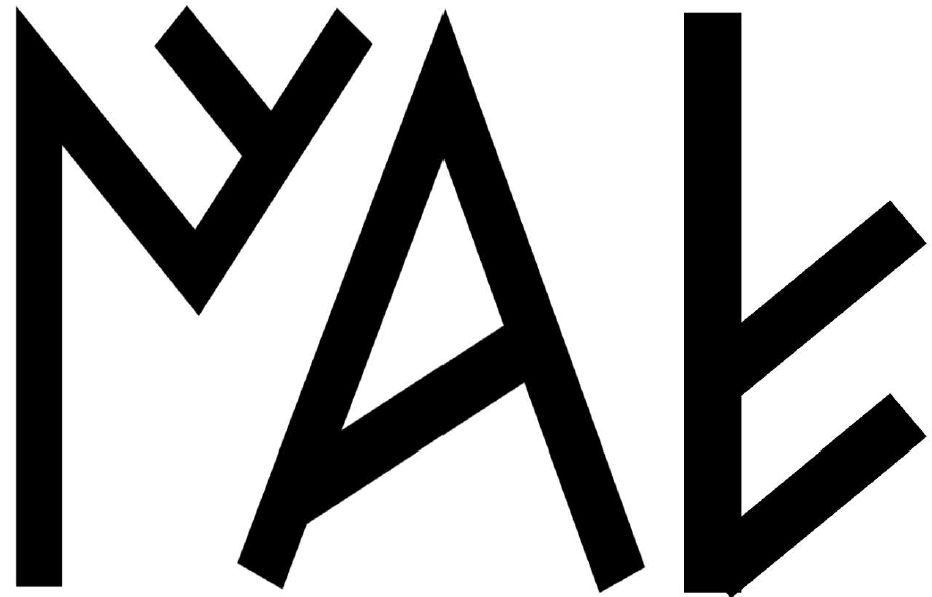
Los tres caracteres de la inscripción.

La inscripción no ha podido ser datada con precisión, pero se han realizado pruebas de carbono-14 en rastros cercanos, y se estima que tiene 2000 años de antigüedad. Una pieza de cerámica de un tipo muy específico, asociada con el período republicano tardío de la antigua Roma, una linterna o lámpara con cabeza de pájaro conocida en arqueología como Dressel 4 o Vogelkopflampen, se encontró en la misma cueva/mina alrededor de 1991; ésta ha sido datada con mucha precisión, entre el 20 a.C. y el 10 d.C., lo que la situaría en el contexto del Conventus Caesaraugustanus, en la Hispania Citerior Tarraconensis, durante la consolidación de la Hispania romana.

## Opiniones académicas
De acuerdo con el arqueólogo Mattin Aiestaran la inscripción de Lanz sería única por haberse encontrado en un lugar de producción. En opinión del arqueólogo responsable del descubrimiento de la Mano de Irulegui, la inscripción de Lanz estaría vinculada a ella. Aunque es algo posterior y muy breve, la escritura reforzaría la hipótesis, según Aiestaran, de que «los vascones tenían su propia escritura para escribir su lengua».
Jesús Sesma, arqueólogo encargado de la excavación de la mina de Aierdi, explicó que se trata de "uno de los descubrimientos más apasionantes realizados en Navarra en los últimos años", ya que no se habían encontrado inscripciones similares en las minas de esa época, al menos en la península ibérica.
Otros expertos también destacaron la importancia de la inscripción, basándose en tres características: en primer lugar, confirma la práctica de la escritura en signario paleohispánico en la Navarra romana; en segundo lugar, se encontró en Ultzamaldea, al norte de Pamplona; y finalmente, al encontrarse en el interior de una mina, pudo tener una conexión con la artesanía local.